# Maria Aloni
Pour les articles homonymes, voir Aloni.
Maria D. Aloni (née en 1969) est une logicienne et philosophe du langage italienne, dont les travaux portent sur la sémantique formelle et le développement de formes de logique qui capter les déviations du raisonnement humain hors de la logique classique. Elle est professeure associée à la Faculty of Humanities de l'université d'Amsterdam, où elle est affiliée au Département de Philosophie et à l'Institute for Logic, Language and Computation.

## Formation et carrière
Aloni est née en 1969 à Milan, et étudie auprès des philosophes italiens Andrea Bonomi (en) et Gennaro Chierchia (en). Elle obtient son doctorat à l'Université d'Amsterdam en 2001, conseillée par Jeroen Groenendijk (en) et Paul J.E. Dekker. 
Elle reste à l'Université d'Amsterdam en tant que chargée de cours et chercheuse postdoctorale, travaillant également pendant un an en tant que boursière postdoctorale à l'université d'Utrecht. En 2012, elle devient professeure assistante à l'Université d'Amsterdam et en 2018, elle est promue professeure associée.

## Publication
Avec Paul Dekker, Aloni est co-éditeur du Cambridge Handbook of Formal Semantics (Cambridge University Press, 2016).

## Distinctions
Aloni est la lauréate 2002 du prix de thèse E. W. Beth de l'Association for Logic, Language and Information. Elle est élue à l'Academia Europaea en 2020. 